# يستبوري (باركشير)
يستبوري (بالإنجليزية: Eastbury, Berkshire)‏ هي قرية تقع في المملكة المتحدة في جنوب شرق إنجلترا.